# John A. McDougall
John A. McDougall (Detroit, 17 maggio 1947 – Portland, 22 giugno 2024) è stato un medico e saggista statunitense, noto per essere un sostenitore, attraverso i suoi libri e le sue apparizioni in radio e televisione, dell'alimentazione vegetariana da un punto di vista salutistico.
Alcuni dei suoi libri furono scritti insieme alla moglie, Mary Ann McDougall.

## Opere
- The McDougall Plan (New Century Publishers, 1983)
- McDougall's Medicine (New Century Publishers, 1985)
- The McDougall Program (Penguin, 1991)
- The McDougall Program for Maximum Weight Loss (Penguin, 1995)
- The New McDougall Cookbook (Penguin, 1997)
- The McDougall Program for a Healthy Heart (Penguin, 1998)
- The McDougall Quick and Easy Cookbook (Penguin, 1999)
- McDougall Program for Women (Penguin, 2000)
- Digestive Tune-Up (Book Publishing Company, 2006). Trad. it. Guarisci il tuo apparato digerente (Macro edizioni, 2011)
- The Starch Solution (Rodale, 2013). Trad. it. La Starch Solution (Edizioni Sonda, 2017)

## Filmografia
- Diet for a New America (1991)
- Forks Over Knives (2011)
- What the Health (2017)